# Åmotfors
Åmotfors ist ein Tätort in der schwedischen Provinz Värmlands län beziehungsweise der historischen Landskap Värmland in der Gemeinde Eda.
Åmotfors liegt etwa zwölf Kilometer südlich vom Hauptort der Gemeinde, Charlottenberg, entfernt. Der Ort liegt am Nysockensjön. Durch Åmotfors führt der Riksväg 61 und der Länsväg 177. Der Bahnhof Åmotfors liegt an der Värmlandsbanan (Stockholm–Oslo). Åmotfors hat 1347 Einwohner (31. Dezember 2015).

## Sehenswürdigkeiten
- Eda Skans Museum

## Bildergalerie

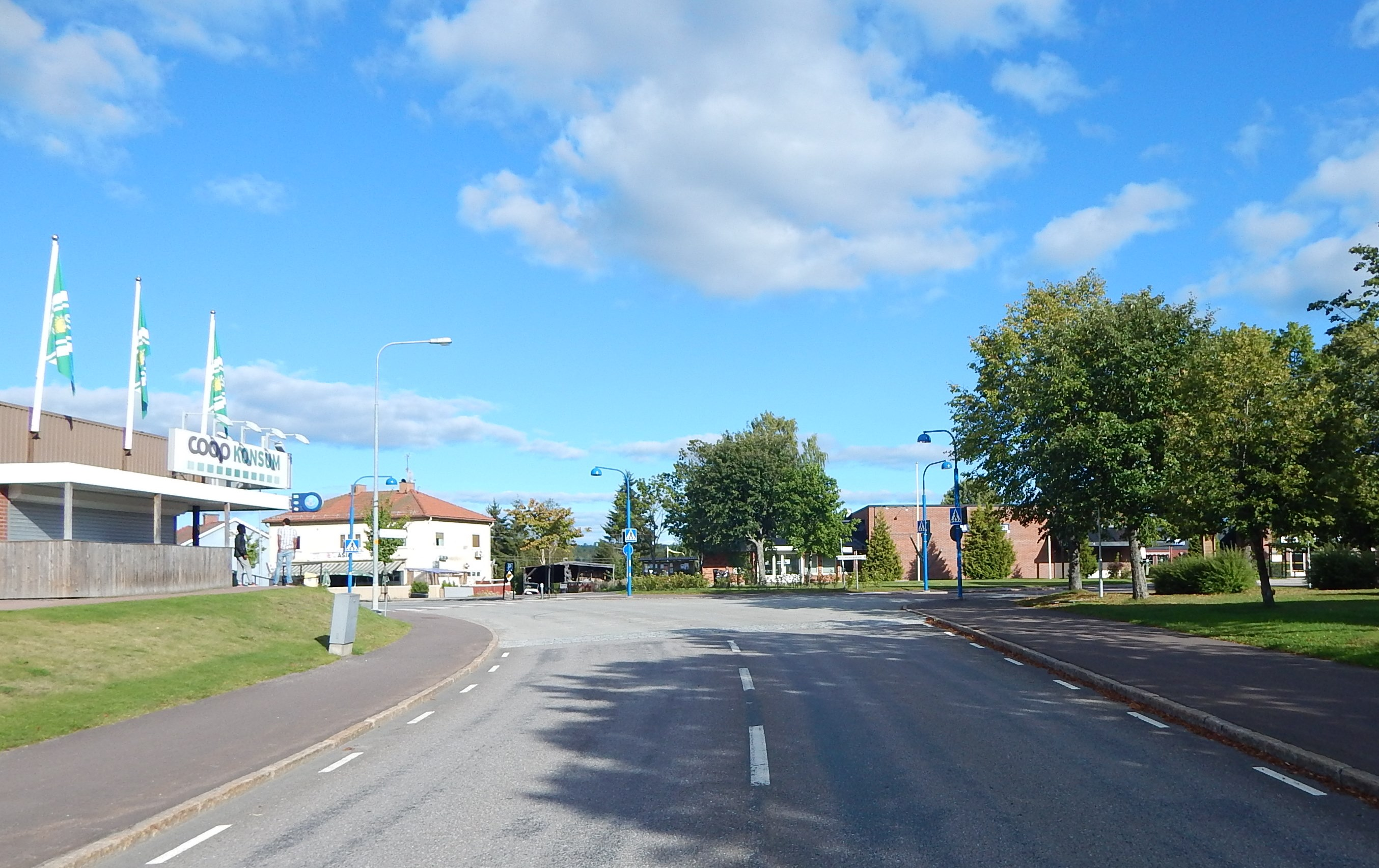
Zentrum (2015)
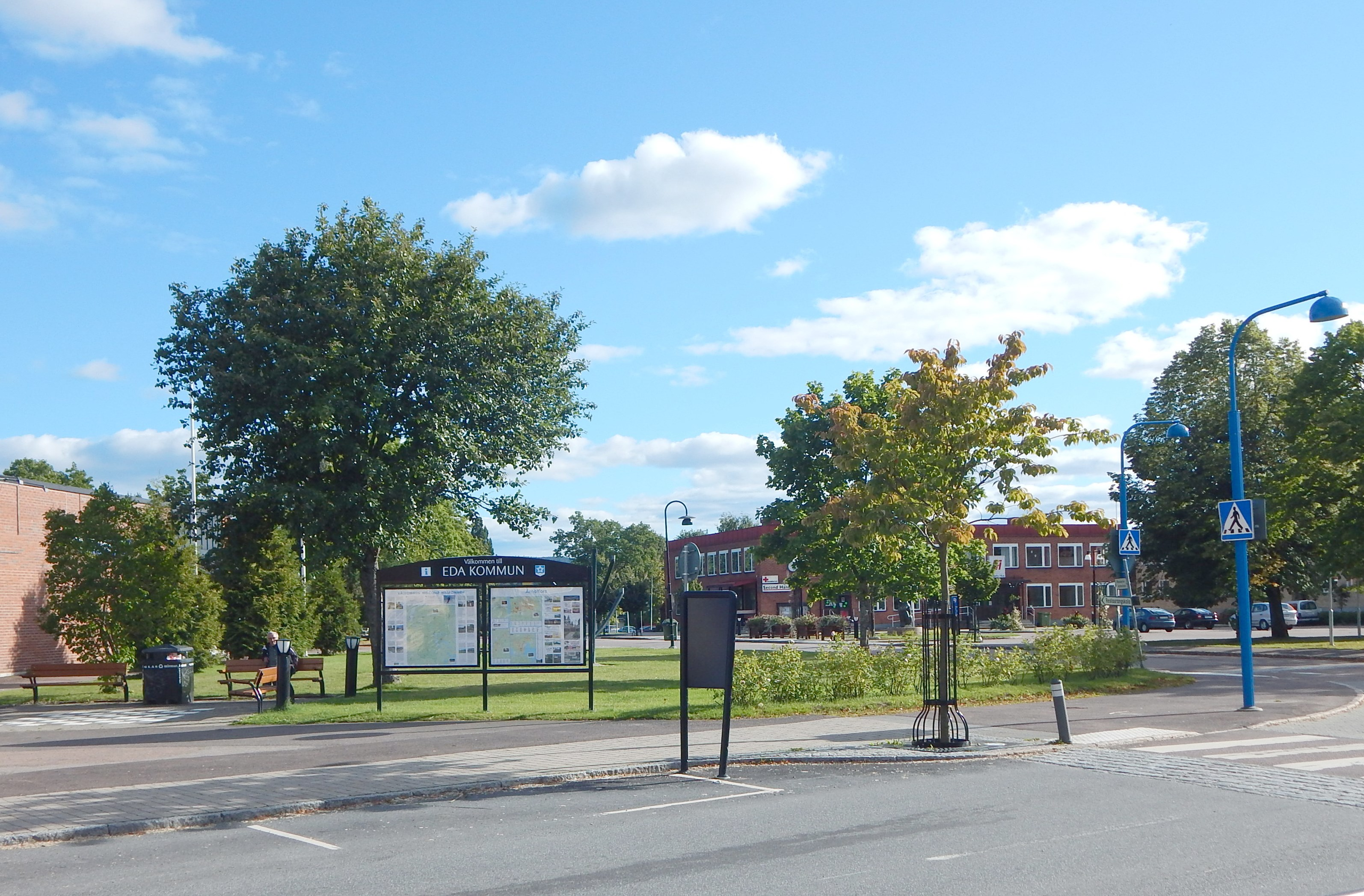
Zentrum (2015)
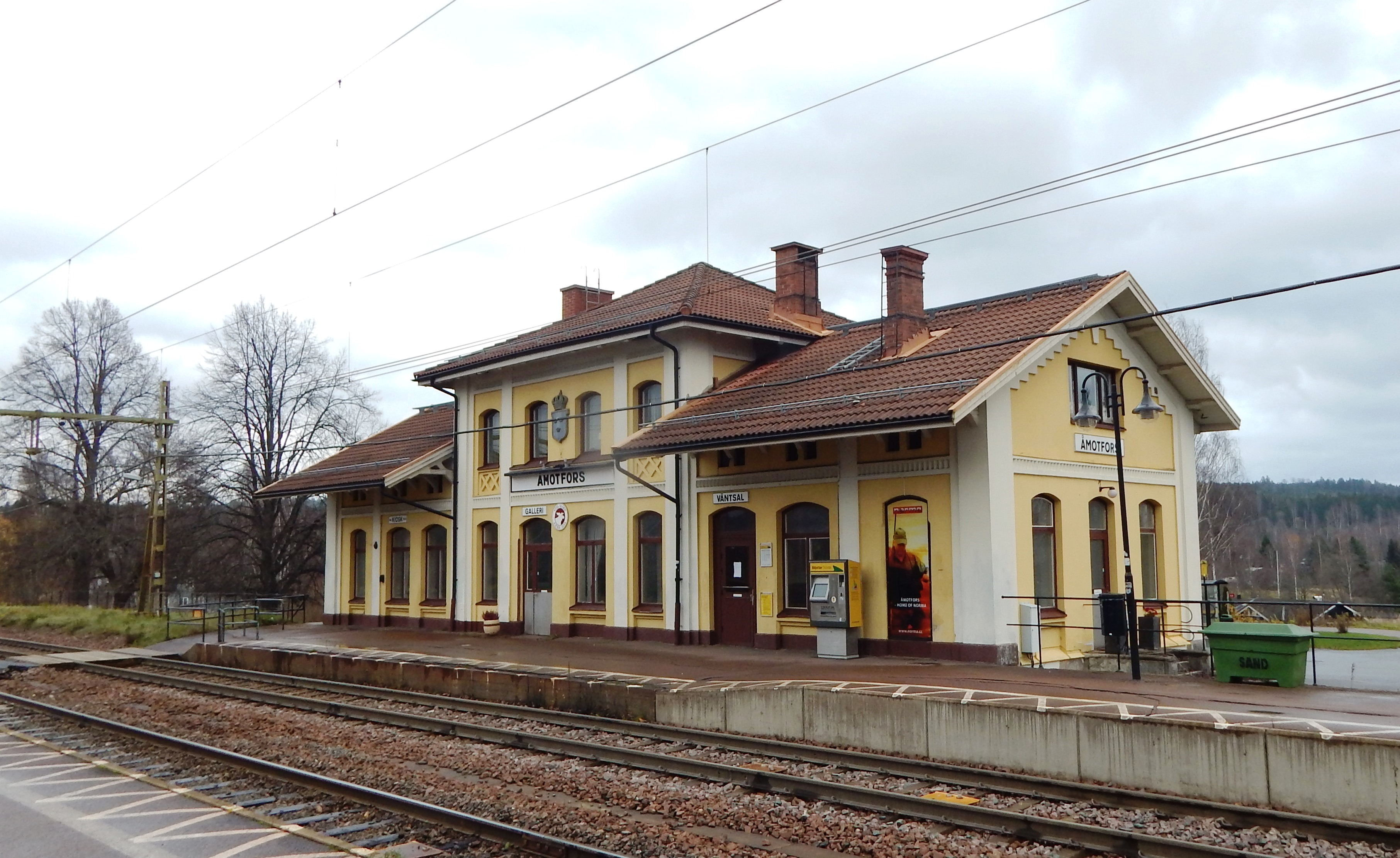
Bahnhof (2014)
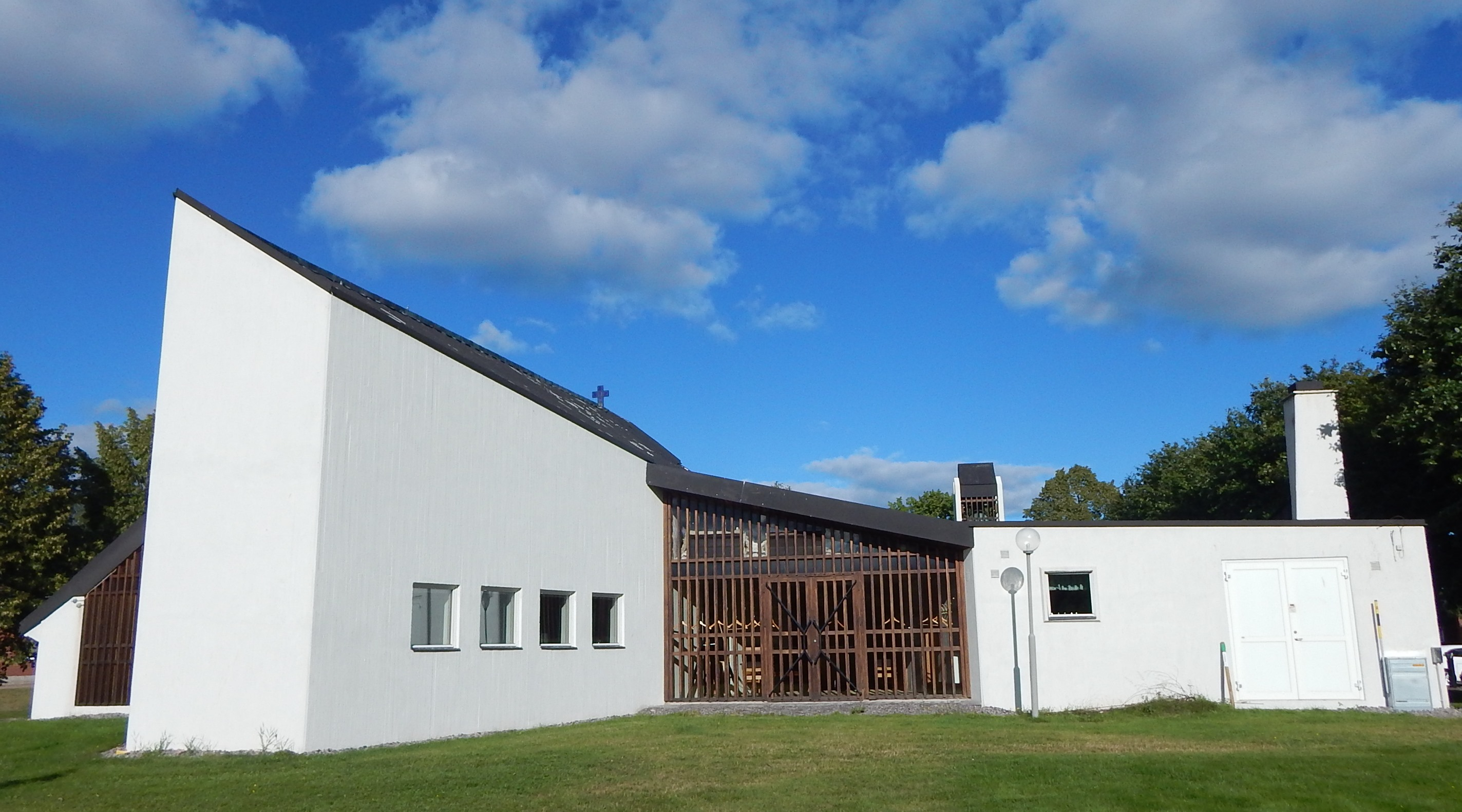
Evangelische Kirche (2015)
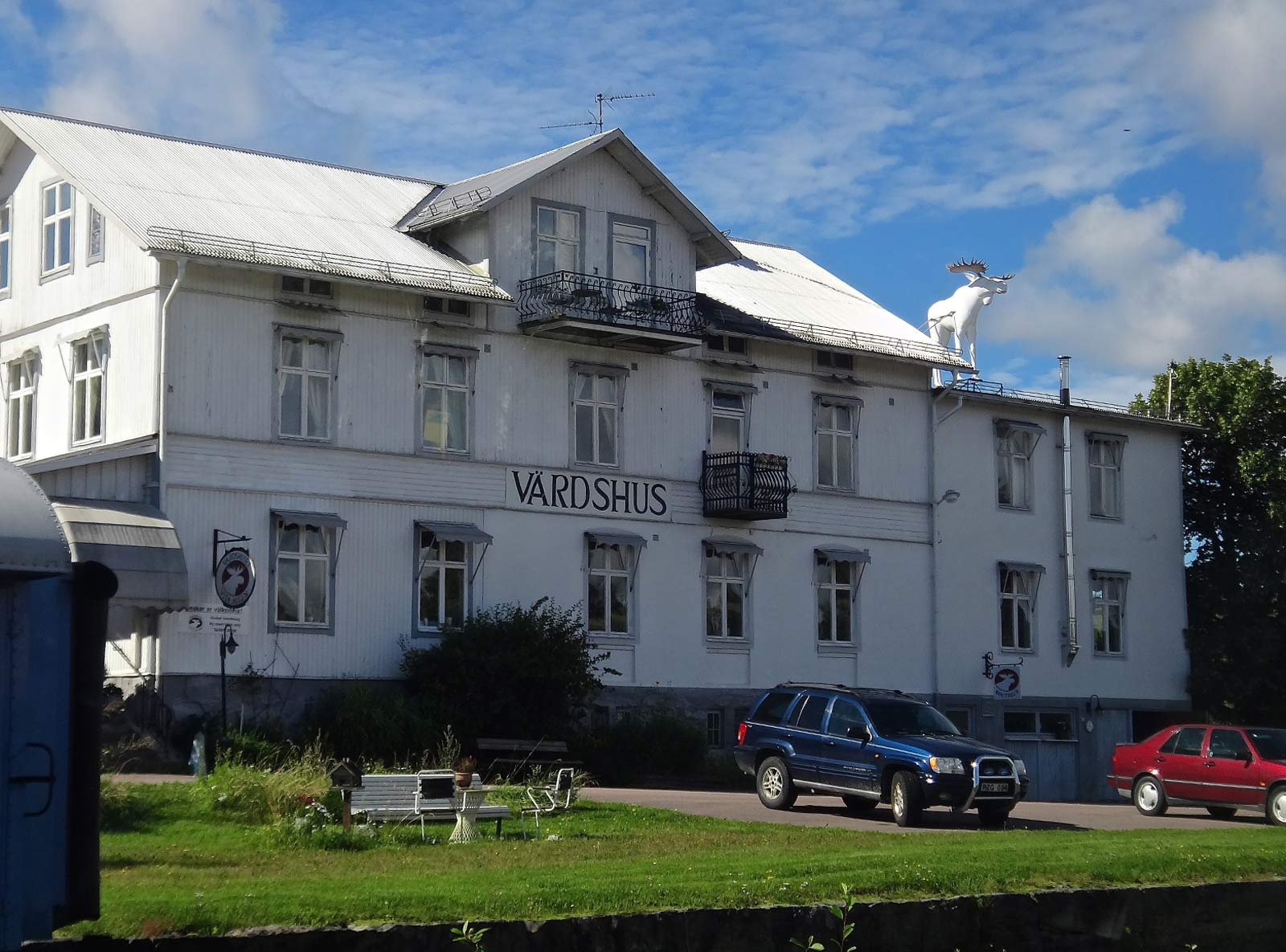
Gasthaus (2012)